# Station St Budeaux Ferry Road
St Budeaux Ferry Road is een spoorwegstation van National Rail in St Budeaux, Plymouth in Engeland. Het station is eigendom van Network Rail en wordt beheerd door Great Western Railway. 